# インフレキシブル (装甲艦)
| 帆走設備を撤去後のインフレキシブル。 | |
| 艦歴                                 | |
| 発注                                 | ポーツマス造船所 |
| 起工                                 | 1874年2月24日 |
| 進水                                 | 1876年4月27日 |
| 就役                                 | 1881年7月5日 |
| 退役                                 | |
| その後                               | 1903年にスクラップとして廃棄 |
| 除籍                                 | 1893年 |
| 前級                                 | ネプチューン |
| 次級                                 | エイジャックス級 |
| 性能諸元（竣工時）                   | |
| 排水量                               | 常備：10,880トン 満載：11,880トン |
| 全長                                 | 104.85m |
| 水線長                               | 97.5m |
| 全幅                                 | 22.86m |
| 吃水                                 | 7.77m（常備） 8.02m（満載） |
| 機関                                 | 型式不明石炭専焼円缶12基 +横置き型二段膨脹式レシプロ機関2基2軸推進 （1895年に三段膨張式三気筒レシプロ機関2基2軸推進に更新） |
| 最大出力                             | 6,500hp（機関航行時） （1895年：7,360hp） |
| 最大速力                             | 12.5ノット（機関航行時） （1895年：14.7ノット） |
| 航続距離                             | 10ノット/3,900海里（機関航行時） |
| 燃料                                 | 石炭:1,300トン |
| 乗員                                 | 440名 |
| 兵装                                 | 竣工時： アームストロング 1874年型 40.6cm（18口径）前装填式連装砲2基 1859年型 20ポンド：9.53cm（22.3口径）単装砲8基 35.6cm水上魚雷発射管単装2基 35.6cm水中魚雷発射管単装2基 1895年： アームストロング 1874年型 40.6cm（18口径）前装填式連装砲2基 1861年型 10.2cm（-口径）単装砲6基 35.6cm水上魚雷発射管単装2基 35.6cm水中魚雷発射管単装2基 1897年： アームストロング 1874年型 40.6cm（18口径）前装填式連装砲2基 1864年型 12cm（40口径）単装速射砲6基 オチキス 5.7cm（40口径）単装速射砲4基 オチキス 4.7cm（23口径）機砲4基 35.6cm水上魚雷発射管単装2基 35.6cm水中魚雷発射管単装2基 |
| 装甲                                 | 複合装甲（鉄板+チーク板） 舷側：356～610mm（水線部）、432mm（上甲板側面）、76～431～356mm（艦首尾部） ボックスシタデル：508mm（前後隔壁）、533mm（側面）、76mm（上面） 主砲塔：178mm（側盾） 主砲バーベット部：431mm（最厚部） 司令塔：305mm（最厚部） |

インフレキシブル（HMS Inflexible ）は、イギリス海軍の砲塔装甲艦である。同型艦はない。

## 概要

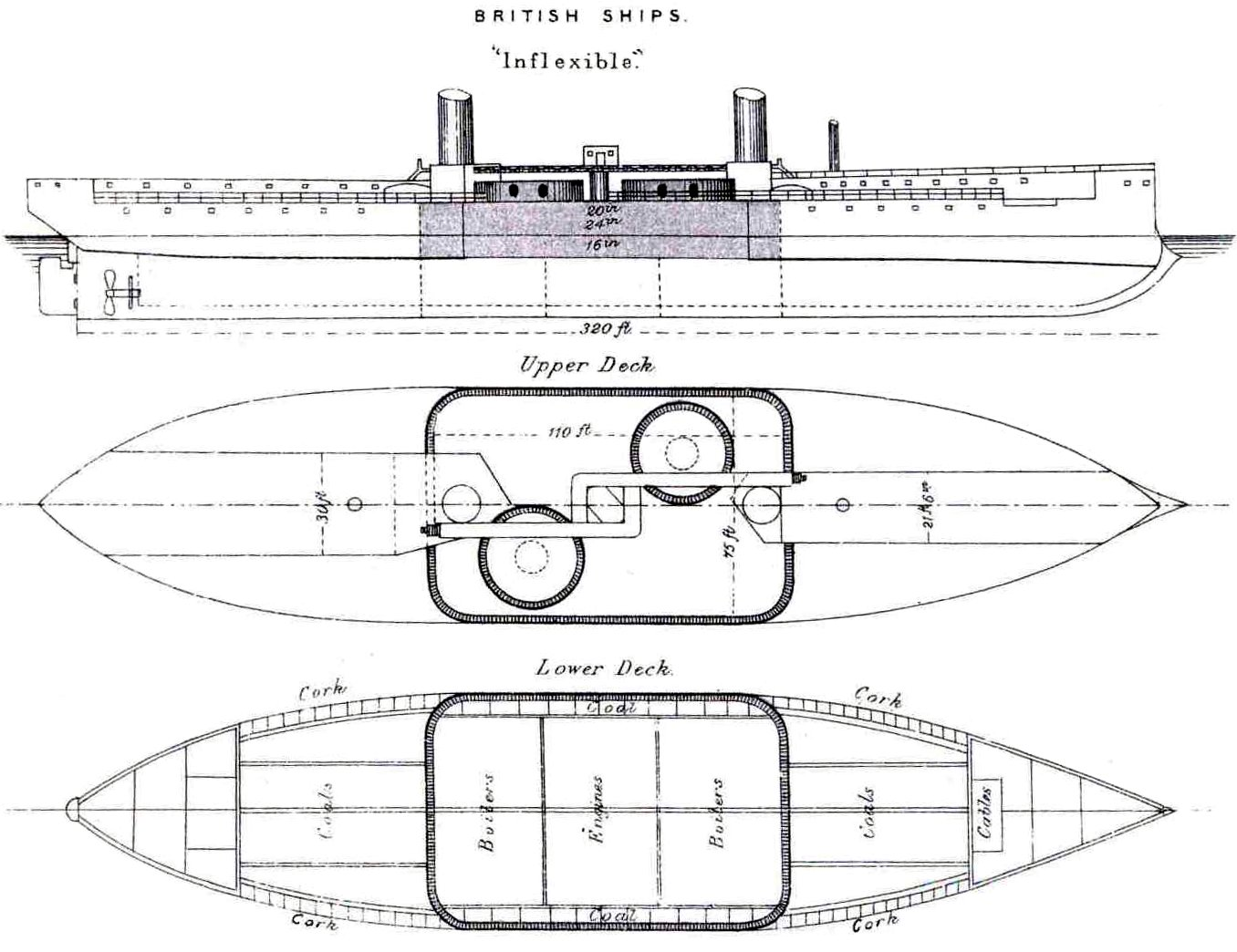
本級の武装・装甲配置を示した図。

本艦はイギリス海軍が自国の沿岸防衛のために建造した中央梯形配置砲塔装甲艦である。設計者はナサニエル・バーナビー。本艦の特徴として前装填式ながら40.6cmという大口径砲を採用し、これを円筒形の砲塔に納めて2基4門という強力な火力を有していた。建造には81万2千ポンドかかり高額のため同型艦の建造はなされなかった。本艦は竣工時から直流発電機を備える最初の主力艦であった。800Vを発する発電機は薄暗い機関室だけでなく艦内の随所に白熱電球の灯りを提供した。しかし、まだまだ灯油ランプとアーク燈を併用していた時代であったために電線の取り回しには困難であった。

## 艦形

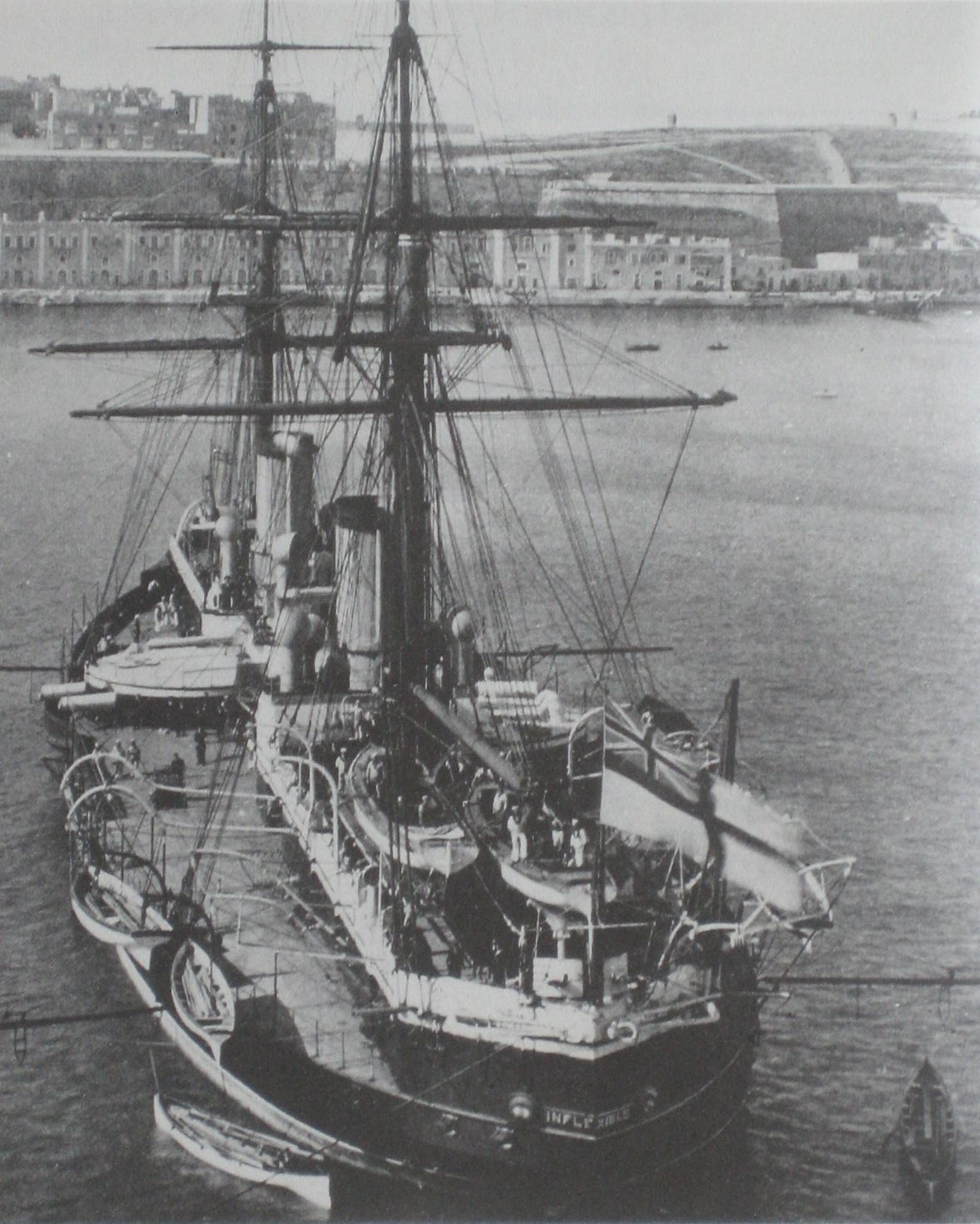
上方から撮影された竣工当時のインフレキシブル。湾内で艦載艇を下して運用している風景。

本艦の基本構造は平甲板型船体に2本の帆走ブリッグ型マストと2本煙突を持つ装甲フリゲートである。水面下に衝角を持つ艦首から幅の狭い船首楼が始まり、その上の前部マストの後方に位置する1番煙突で終了した。船首楼と後部上部構造物の幅は主砲塔の射界を確保するために船体幅の半分しか持たず、艦内容積を狭めた。
そこから甲板1段分下がった船体中央部の甲板上にアームストロング（後のアームストロング・ホイットワース）製「40.6cm（18口径）前装填砲」を2門ずつ収めた鍋を伏せたような形状の主砲塔2基を、船体中央部に位置する両脇に船橋を持つ操舵艦橋を挟むように左舷側前方に1番主砲塔を、右舷側後方に2番主砲塔を梯型配置で2基を配置していた。2番煙突の背後から上部構造部が始まり、その上に後部マストが立つ。この時期には艦載艇も蒸気機関で航行する物が搭載され、本艦には艦載水雷艇も積まれた。これら艦載艇は爆風を避けるために後部マストの周囲に並べられ、後部マストの基部に付いたボート・クレーンにより運用された。艦尾水面下には1枚舵を挟むように2枚羽のスクリュープロペラが片舷1軸ずつ計2軸推進であった。
本艦は1898年から1899年11月に近代化改装され、機関を強化して帆走設備を全て撤去し、帆走用だったマストは1段の見張り所を持つミリタリー・マストに一新され、見張り所に4.7cmクラスの速射砲を並列で前後2基ずつ配置された。この時に船体中央部にあった操舵艦橋は1番煙突の前側に移動されて爆風が避けられる設計となった。船首楼から後部構造物への移動を容易に行えるように前後の煙突の中部に「空中甲板（フライング・デッキ）」が設けられた。

## 主砲、その他武装

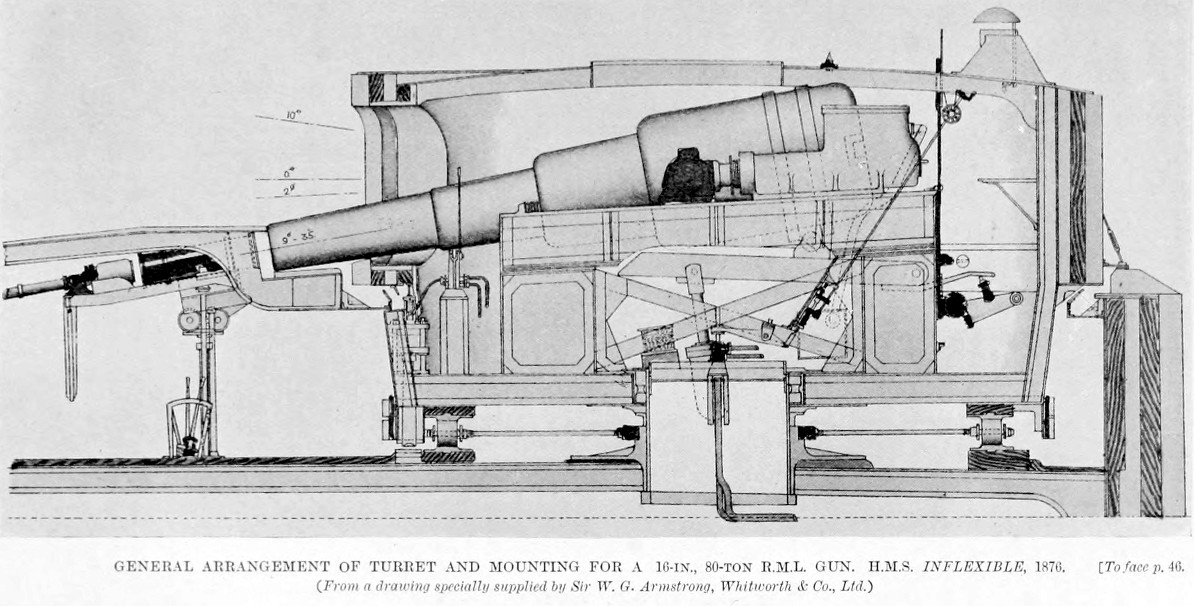
主砲の装填形式を示した図。天蓋上の突起は照準と指揮用のキューポラ。

この時代のイギリス海軍ではフランス海軍やドイツ海軍で採用していたような後装填式ではなく、戦列艦時代から続く前装填式を採用していた。このために1発撃つごとに大砲を砲塔内に引き込んでから装薬と砲弾と装薬を装填する必要が生じた。この時代の大砲は嵩張る形状をしていたために砲塔の内部に大砲を引き込めば砲塔内スペースは一杯であったため、砲身を目一杯下げ、下から砲弾と装薬を装填する手間となった。
本艦は1門辺り80tのアームストロング製「1874年型 40.6cm：16インチ（18口径）前装填砲（en:RML 16 inch 80 ton gun）」を採用していた｡装填機構を砲塔の外側に設置して対処した。装填機構はバーベット外の上甲板直下に置かれた。この設計のおかげで砲塔の直径は10.3m程度に収められた。
砲塔の旋回と砲身の俯角・仰角には水圧動力を用い、仰角10度・俯角5度で装填時のみ俯角9.4度まで砲身を引き下げられた。最大仰角10度で重量763.84kgの砲弾を砲口速度480m/sで発射して最大射程8,000ヤード（約7,300m）程度まで、射程930mで錬鉄580mmを貫通できる性能であった。カタログデータでは2分間に1発のペースで斉射できる設計であった。砲塔1基の重量は750tあり、側面部は230mmと180mmの鉄板をチーク材と交互にサンドイッチしたもので防御されていた。クッションに使われたチーク材の厚みは合計460mmに達した。この砲塔を一周させるために掛かる時間は1分で、水圧ポンプで旋回した。

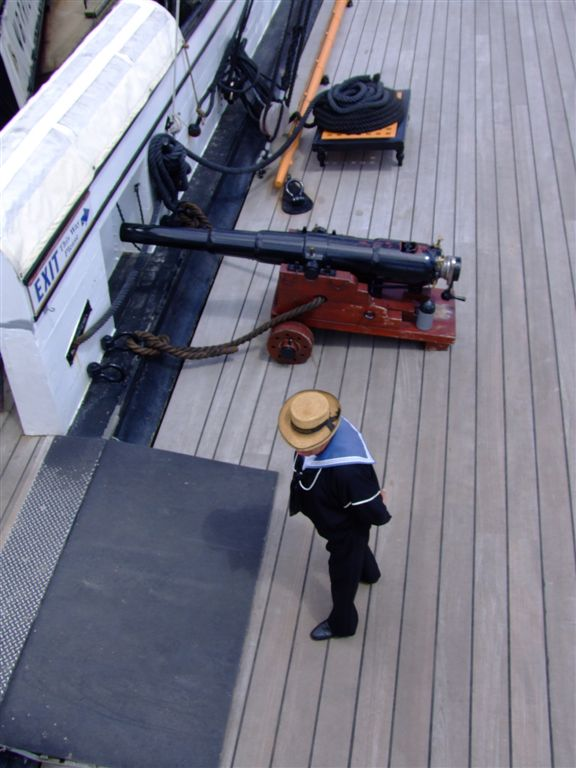
写真は装甲艦「ウォーリア」にも搭載された「1859年型 20ポンド：9.53cm（22.3口径）ライフル砲」の写真。

副砲はアームストロング製「1859年型 20ポンド：9.53cm（22.3口径）ライフル砲（en:RBL 20 pounder Armstrong gun）」を採用した。最大仰角10度で3,400ヤード（約3,100m）程度まで砲弾を届かせることができた。これを単装砲架で片舷4基ずつ計8基を搭載した。
対艦攻撃用に35.6cm魚雷発射管を水上配置で単装2基、水中配置で単装2基を持っていた。水中魚雷発射管は水線下に銃鉄製のシリンダーの両端に水密扉を設けており、片方が閉まっている時でしか魚雷を装填できない工夫がしてあった。魚雷を装填する内部は錆を防ぐために真鍮で塗膜しており、魚雷との摩擦を防いだ。発射時には外の扉が開き、シリンダーを海水で満たしてから圧縮空気を送り込んで魚雷を射出した。
竣工後の1885年近代改装で副砲は「1861年型 10.2cm（-口径）単装砲」を6基に更新され、次いで1897年に「1864年型 12cm（40口径）単装速射砲」へと再更新され6基を搭載し、近接戦闘用にフランスオチキス製の「 5.7cm（40口径）速射砲」を防楯の付いた単装砲架で艦首と艦尾に2基ずつ計4基、ミリタリー・マスト上に「オチキス 1879年型 3.7cm（23口径）機砲」を探照灯を挟むように単装砲架で2基ずつ計4基を搭載した。主砲塔と魚雷発射管は終始そのままであった。

## 防御と艦体
本艦の船体形状は流体力学者ウィリアム・フルードの手により計画速力14.75ノット（27.32km/h）で機関出力をロスしないことを証明した。その船体は上から見て4.6対1の横幅の広い安定したプラットホームを提供した。しかし、その代償として直進安定性は深刻なレベルで欠いてしまった。
本艦は竣工時から衝角を装備していた。この当時の海戦の手段として衝角は実用的な手段と考えられており、実際にリッサ海戦時において火力と防御力で優れるイタリア海軍の新鋭装甲艦「レ・ディタリア」がオーストリア＝ハンガリー帝国海軍旧式装甲艦「フェルディナント・マックス」からの衝角攻撃により水線下に大浸水を負って撃沈された戦訓があり、本艦の竣工後に拍車をかけるようにイギリス海軍で起きた装甲艦「ヴィクトリア」と「キャンパーダウン」の衝突事故で本艦よりも優れた防御を持つ最新型装甲艦でさえ衝角の威力には無力だということを列強海軍に再度認識させた。本艦の衝角は76mm装甲で覆われた鋭角なものであった。
本艦の中央部に位置する長さ34m・幅23mのボックスシタデル（Box citadel）は、内部に主砲塔2基と主機関を収めるために、鉄板とチーク材とリベットを用いて、強固に組み立てられた。シタデルの上面はそのまま主甲板となり主要区画を76mm装甲で上面からの攻撃から守った。更にシタデルの壁面の水線下に常備で400トンを収められる石炭庫を設けて4フィートもの厚みのコルク材と合わせて水線下を敵弾から防御する構えであった。更に浮力を保つために艦首から艦尾に欠けて水密隔壁を多重に組み込んだ。船体中央部の防御は今までに例を見ない防御が与えられた。水線部は合計610mmの鉄板とチーク材の複合装甲で守られ、チーク材を含めた厚さは120cmに達した。特に喫水線で、表面に13mm鉄板と、その裏に鉄板300mmと、その裏にチーク材280mmの層から成り、更にその裏にチーク材150mmと鉄板300mmで守られた。装甲厚だけを見ればイギリス海軍の戦艦において最も厚い装甲値であった。

## 機関
本艦は石炭専焼円筒缶12基を前後に6基ずつ搭載し、推進機関以外にも平時に艦内で使用される吸気ファン・冷却ポンプ・水圧式舵機・主砲塔の駆動・錨を巻き上げる蒸気ウインチ・蒸気発電機などに使われる蒸気機関に使用される蒸気を賄った。このためにボイラー室は絶えず熱気と湿気を帯びて機関員を苦しめた。本艦の推進機関はジョン・エルダー（John Elder）社により製造された。横置きされた低圧シリンダーと高圧シリンダーをクランクシャフトで接合した、二段膨脹式レシプロ機関2基2軸推進であった。
機関の補助としてブリッグ型の帆走マストが2本あったが、艦の推進の役に立たず、専ら水兵の訓練用にしかならなかったので、竣工して4年後の近代化改装時に撤去されて前述のミリタリー・マストに更新された。この近代化改装で低圧・中圧・高圧シリンダーの三種類のシリンダーを持つ三段膨脹式レシプロ機関を搭載した事により若干の出力増大と航続力の延伸が行われた。

## 艦歴
本艦は就役後の4年間は地中海艦隊に配備され、アレクサンドリア砲撃にも参加して88発の砲弾を発射した。
この折に沿岸砲台から25.4cm砲弾を2発被弾して被害を受けた。この被害により20ポンド副砲を操作していた水兵たちと応急処置にあたっていた船大工が重軽傷を負った。この折に本艦の40.6cm砲斉射時の爆風と爆音は、乗員の頭脳と艦載艇にかなりのダメージを与えた。
1885年にはポーツマスで近代化改装を受け、前後のマストにあった帆走設備が撤去され、推進機関が最新の物に換えられた。艦上構造物の移動が行われ、マスト上部に対水雷艇砲を配置した見張り所が設けられた。1890年の再就役後に地中海艦隊に1893年まで所属し、同年除籍されたが1897年までポーツマス警備の任に就いた。1901年にチャタム造船所に売却されて1903年に解体処分された。